# Afonso IX de Leão
Afonso IX de Leão e da Galiza (Zamora, 15 de agosto de 1171 - Sarria, 24 de setembro de 1230), cognominado o Galego nas fontes da época, foi o último soberano dos reinos de Leão e de Galiza independentes de 1188 até à sua morte.

## Subida ao trono
Afonso era filho de Fernando II de Leão e de Urraca de Portugal e, portanto, neto materno de Afonso I e de Mafalda de Saboia e sobrinho de Sancho I. Em 1181 os seus pais separaram-se devido a serem primos segundos (terem os mesmos bisavôs), regressando a sua mãe à corte do seu avô materno D. Afonso Henriques e ficando Afonso entregue à tutela do seu pai.
Teve de enfrentar a sua madrastra Urraca Lopes de Haro e o seu meio-irmão Sancho Fernandes de Leão pelo direito à coroa de Leão. Para fortalecer a sua pretensão convocou a Cúria Régia para receber o apoio do clero, da nobreza e dos representantes das cidades. As Cortes de Leão de 1188 podem ser consideradas o primeiro antecedente na Europa Ocidental do parlamentarismo moderno. Nelas foi reconhecido o direito à inviolabilidade do domicílio e o de habeas corpus, entre outros.
Em 1188 Afonso tornou-se rei de Leão e da Galiza após a morte do seu pai. Nesse mesmo ano morreria também a mãe Urraca de Portugal.

## Reinado

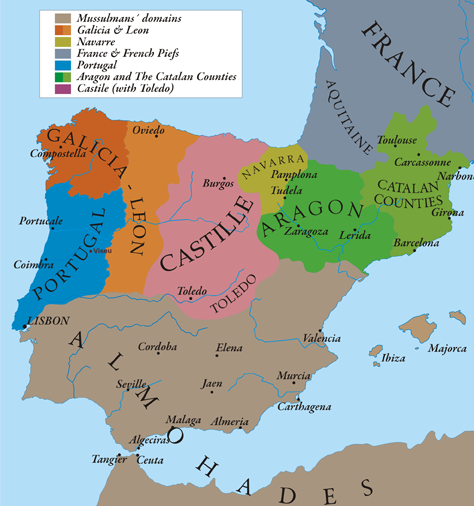
Mapa político da Península Ibérica em 1210.

Casou-se em 1191 com a sua prima direita Teresa Sanches, filha de Sancho I de Portugal e de Dulce de Aragão. A união seria anulada em 1194 pelo papa e só após algum tempo Afonso acataria a anulação. Em dezembro de 1197 celebra segundas núpcias em Valladolid com a sua prima-sobrinha Berengária de Castela, filha de Afonso VIII de Castela e Leonor Plantageneta. Deste segundo casamento Afonso teve o herdeiro que uniria as duas coroas, Fernando III. O seu segundo estratégico casamento seria anulado em 1204, novamente por consanguinidade.
Encarado como uma afronta ao poder papal, teve como reação um interdicto (o equivalente à excomunhão para um reino ou território) sobre a sua pessoa e o seu reino. No entanto, Inocêncio III acabou por levantar a sanção sobre Leão, sob o argumento de que se a população não tivesse acesso aos serviços da religião, deixariam de apoiar o clero, e aumentaria a heresia no reino. Afonso continuou sob interdicto pessoal, ao qual se mostrou indiferente, apoiado pelo seu clero. Depois da separação com Berengária, o rei voltou a ligar-se a Teresa, a cujas filhas legou o reino.
Depois da separação de Berengária, a política de Afonso IX centrou-se na rivalidade com Castela, que violara os acordos com o seu reino, conquistando-lhe toda a franja do Carrión e parte de Tierra de Campos.
Em 1217 Berengária tornou-se rainha de Castela após a morte do irmão Henrique I, mas abdicou quase imediatamente para o filho de ambos, Fernando III. Em consequência, este foi viver com a sua mãe e governar Castela. Afonso IX, que ambicionava a esta coroa por ser neto de Afonso VI, proclamou guerra aberta ao reino do filho, apoiado pela poderosa família Lara e outros nobres descontentes. Os seus planos não se concretizariam e acabaria por assinar umas tréguas com a sua ex-esposa. No processo deserdaria o filho da coroa de Leão.

## Posteridade

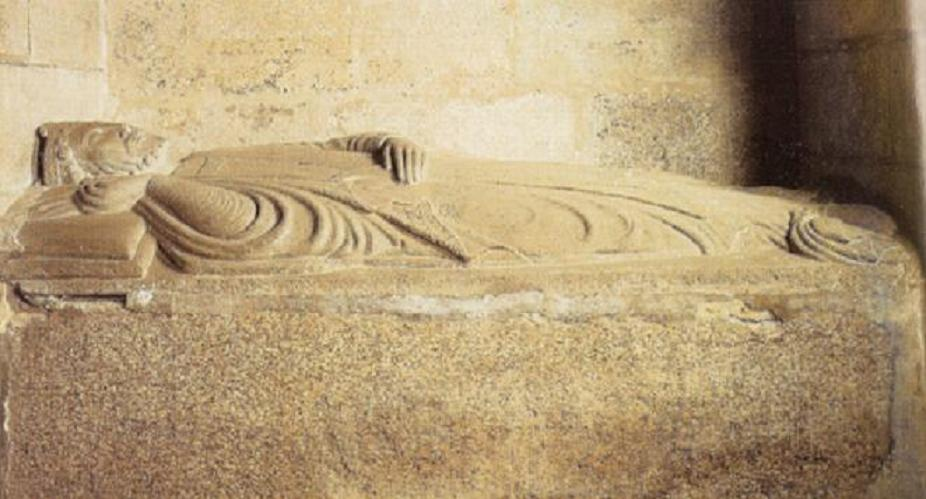
Túmulo do rei Afonso IX de Leão na catedral de Santiago de Compostela.

Em 1218, Afonso fundou a Universidade de Salamanca. Depois do fracasso com Castela, concentrou-se na luta contra o Califado Almóada, onde se destacam as suas conquistas na Estremadura: Cáceres em 1229, Mérida e Badajoz em 1230.
Embora, por sua morte em 1230, o seu testamento previsse que o trono seria legado às suas filhas Sancha e Dulce, resultantes do primeiro matrimónio, foi o filho que teve do segundo, Fernando III, que acabaria por lhe suceder, juntando as duas coroas numa união pessoal: cada uma manteria a sua independência, cortes e oficiais, mas seriam regidas pelo mesmo monarca.
Afonso IX de Leão morreu na cidade galega de Sarria em 24 de setembro de 1230, com cinquenta e nove anos de idade, quando ele fez uma peregrinação a Santiago de Compostela e foi enterrado na catedral de Santiago de Compostela.

## Descendência
Do primeiro casamento em 1191 com a infanta Teresa Sanches, filha de Sancho I de Portugal, e de Dulce de Aragão, teve os infantes:
- Sancha de Leão[9] (1191-antes de 1243).[10]
- Fernando de Leão (1192/1193–1214).[9][11]
- Dulce de Leão[9] (1193/1194-1248).[12]

Do segundo casamento, em 1197 com Berengária de Castela, filha de Afonso VIII e de Leonor Plantageneta, princesa de Inglaterra, teve os infantes:

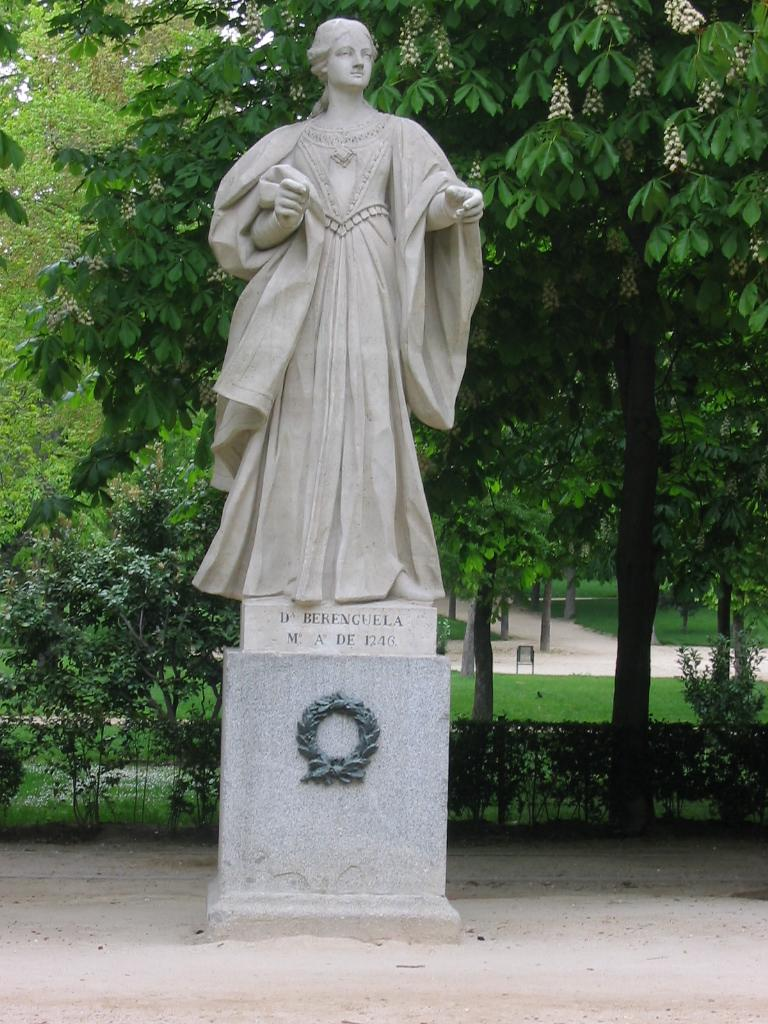
Estátua da rainha Berengária nos Jardins do Retiro de Madrid.

- Leonor de Leão (m. 1202).[7]
- Constança de Leão (m. 1242), monja no Mosteiro de Las Huelgas.[7]
- Fernando III de Castela (Zamora, agosto de 1201-Sevilha, 30 de maio de 1252), sucedeu a Henrique I de Castela em 1214 no trono de Castela e a seu pai em 1230 no trono de Leão, unificado ao de Castela.[7]
- Afonso de Molina (1202-1272), senhor de Molina pelo seu primeiro casamento com Mafalda Gonçalves de Lara.[7] De sua terceira esposa, Maior Afonso de Meneses, foi o pai de Maria de Molina, rainha consorte de Castela pelo seu matrimónio com o rei Sancho IV.[9]
- Berengária de Leão (m. 1235), casada na cidade de Toledo em 1222 com João de Brienne, rei de Jerusalém[7] e regente do Império de Constantinopla.

Depois da anulação de seu primeiro matrimónio e antes de casar com Berengáira, teve uma relação amorosa que durou cerca de dois anos com Inês Íñiguez de Mendoça, filha de Íñigo Lopes de Mendoça e de Maria Garcia.
- Urraca Afonso de Leão, casada com Lope Díaz II de Haro, senhor da Biscaia.[14]

Afonso teve outra relação com uma nobre galega, Estefânia Peres de Faiam, a quem em 1211 o rei doou um reguengo em terras ourensanas onde a sua família teve muitas propriedades, assim como no norte de Portugal.  Era filha de Pedro Mendes Faiam quem confirmou vários documentos reais do rei Afonso IX, e neta de Menedo Faiam, quem também foi testemunha de diplomas do rei Fernando II emitidos em Galiza a partir de 1155. Estefânia se casou depois de sua relação como o rei com Rodrigo Soares de quem teve descendência. No seu testamento, Estefânia mandou ser enterrada no mosteiro de Fiães.
Alfonso IX e Estefânia foram os pais de:
- Fernando Afonso (n. 1211),[15] quem morreu jovem.

Segundo o historiador espanhol Julio González, depois de sua relação com Estefânia, o rei Afonso teve um filho com uma senhora chamada Maura, de Salamanca, da origem desconhecida:
- Fernando Afonso de Leão (m. 1278), deão da Catedral de Santiago de Compostela,[17] arquidiácono da Catedral de Salamanca, e canónigo da Catedral de Leão.

Entre 1214 e 1218, Afonso teve uma relação com a nobre portuguesa Aldonça Martins da Silva, filha de Martim Gomes da Silva e de Urraca Rodrigues (que depois se casou com Diogo Froilaz, conde de Cifuentes, filho do conde Froila Ramires e da condessa Sancha Fernandes):
- Rodrigo Afonso de Leão (m. depois de 1252), senhor de Aliger, casado com Inês Rodriguez de Cabrera, filha de Rui Fernandes de Valduerna  "o Feio"[20] e de Maria Frolaz de Cifuentes.
- Aldonça Afonso de Leão (m. depois de 1267), casada por duas vezes, a primeira com Diego Ramírez Froilaz de quem não teve filhos e a segunda antes de junho de 1230 com Pedro Ponce de Cabrera filho de Ponce Vela de Cabrera,[21] de quem vem os Ponce de Leão.
- Teresa Afonso de Leão, a esposa de Nuno Gonçalves de Lara o Bom.[22]

A relação mais duradoura do rei Afonso, que começou em 1218 e durou até 1230, foi com Teresa Gil de Soverosa, filha de Gil Vasques de Soverosa e de Maria Aires de Fornelos, tendo esta também tido filhos de Sancho I de Portugal: Os filhos, que nasceram entre 1218 e 1230, foram:
- Sancha Afonso (m. 1270), casada com Simão Roiz, senhor de Os Cameros. Depois de enviuvar, foi freira no convento de Santa Eufémia de Cozuelos que tinha fundado.[26]
- Maria Afonso de Leão (m. depois de julho de 1275).[nt 4] Contraiu um primeiro matrimónio com Álvaro Fernandes de Lara e depois, segundo o conde de Barcelos, casou com Soeiro Aires de Valadares, filho de Aires Nunes de Valadares e de Jimena Nunes. Foi concubina do rei Afonso X[26] com quem teve uma filha chamada Berengária.[27]
- Martim Afonso de Leão (m. antes de abril de 1272), casou-se  com Maria Mendes de Sousa,[28] filha de Mem Gonçalves de Sousa e de Teresa Afonso de Menezes. Foram os fundadores do Mosteiro de Sancti Spíritus em Salamanca, um convento feminino da Ordem de Santiago.[28]
- Urraca Afonso de Leão (n. 1228), casada com Garcia de Romeu e depois com Pedro Nunes de Guzmão.[26]

Embora tenha sido atribuído um outro filho ao rei Afonso IX chamado Pedro, supostamente mestre da ordem de Santiago, Pedro não está documentado como os outros filhos do rei.